# Mega Drive Mini 2
Mega Drive Mini 2 —  в Северной Америке известна как Sega Genesis Mini — игровая консоль от Sega, эмулирующая оригинальную 16-битную Sega Mega Drive и включающая 62 игры, работающие с помощью эмуляции от M2. Система не способна запускать игры с картриджей, а только заранее вшитые. В 1993 году компания Sega представила публике компактную версию своей консоли, получившую название Genesis II в США и Mega Drive II в других странах.Dune 2, Mortal Kombat 3, Road Rash, Earthworm Jim 2, Sonic The Hedgehog, Cannon Fodder, Comix Zone, Jungle Book, Story of Thor, Streets of Rage, – вот лишь неполный список игр, вышедших для консоли Сега Мега Драйв и ставших поистине культовыми.